# Kakadu tenkozobý
Kakadu tenkozobý (Cacatua tenuirostris) je druh papouška z čeledi kakaduovití (Cacatuidae), jenž se endemicky vyskytuje v Austrálii. Vyznačuje se bělavým zbarvením peří s jásavě červeným opeřením na hrdle a před očima, světle modrým neopeřeným očním kroužkem a výrazně prodlouženým horním zobákem.

## Systematika
Druh formálně popsal německý přírodovědec Heinrich Kuhl v roce 1820. Nejsou rozeznávány žádné poddruhy. Druhové jméno tenuirostris pochází z latinského tenuis (tenký) a -rostris (-zobý). České druhové jméno je tedy doslovným překladem vědeckého jména.
Kakadu tenkozobý se řadí do rodu Cacatua, resp. podrodu Licmetis, který zahrnuje úzce příbuzné druhy kakaduů z Austrálie a jihovýchodní Asie.

## Výskyt

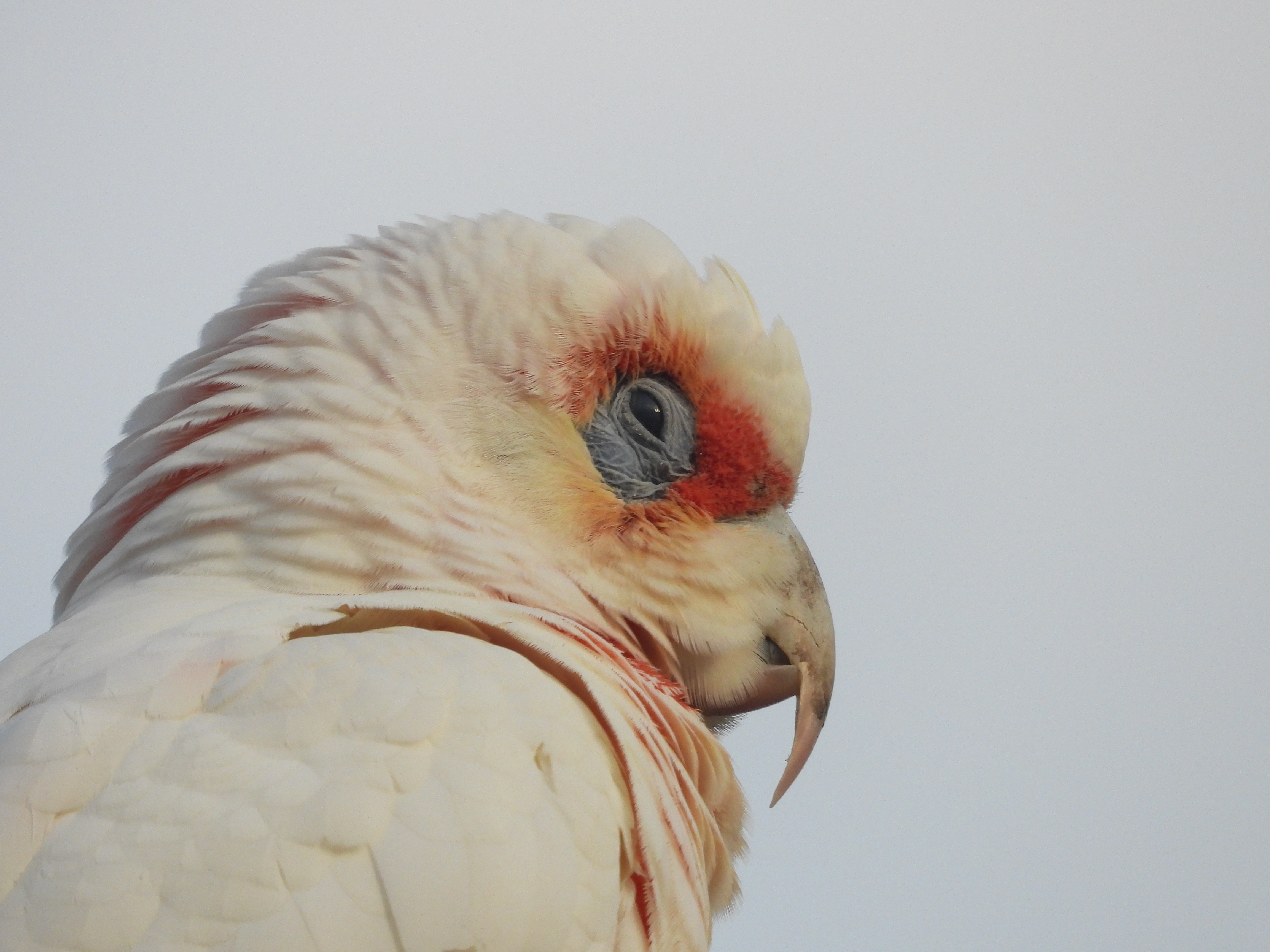
Detail hlavy

Kakadu tenkozobý se přirozeně vyskytuje v oblasti jihozápadního Nového Jižního Walesu, jihovýchodní Jižní Austrálie a v západní a jižní Victorii. V době příchodu Evropanů na australský kontinent měl nicméně mnohem větší rozšíření zasahující do povodí řek Darling a Murrumbidgee a na jihovýchod až k poloostrovu Mornington jižně od Melbourne. Z těchto oblastí však vymizel patrně následkem hned několika faktorů, a sice kvůli klimatickým změnám, přeměně krajiny na zemědělská pole, úbytku hnízdních příležitostí následkem kácení lesů (hlavně blahovičníků pobřežních (Eucalyptus camaldulensis)) i přímých odlovů pro chov nebo odstřelů místními farmáři z důvodu negativního vlivu na úrodu.

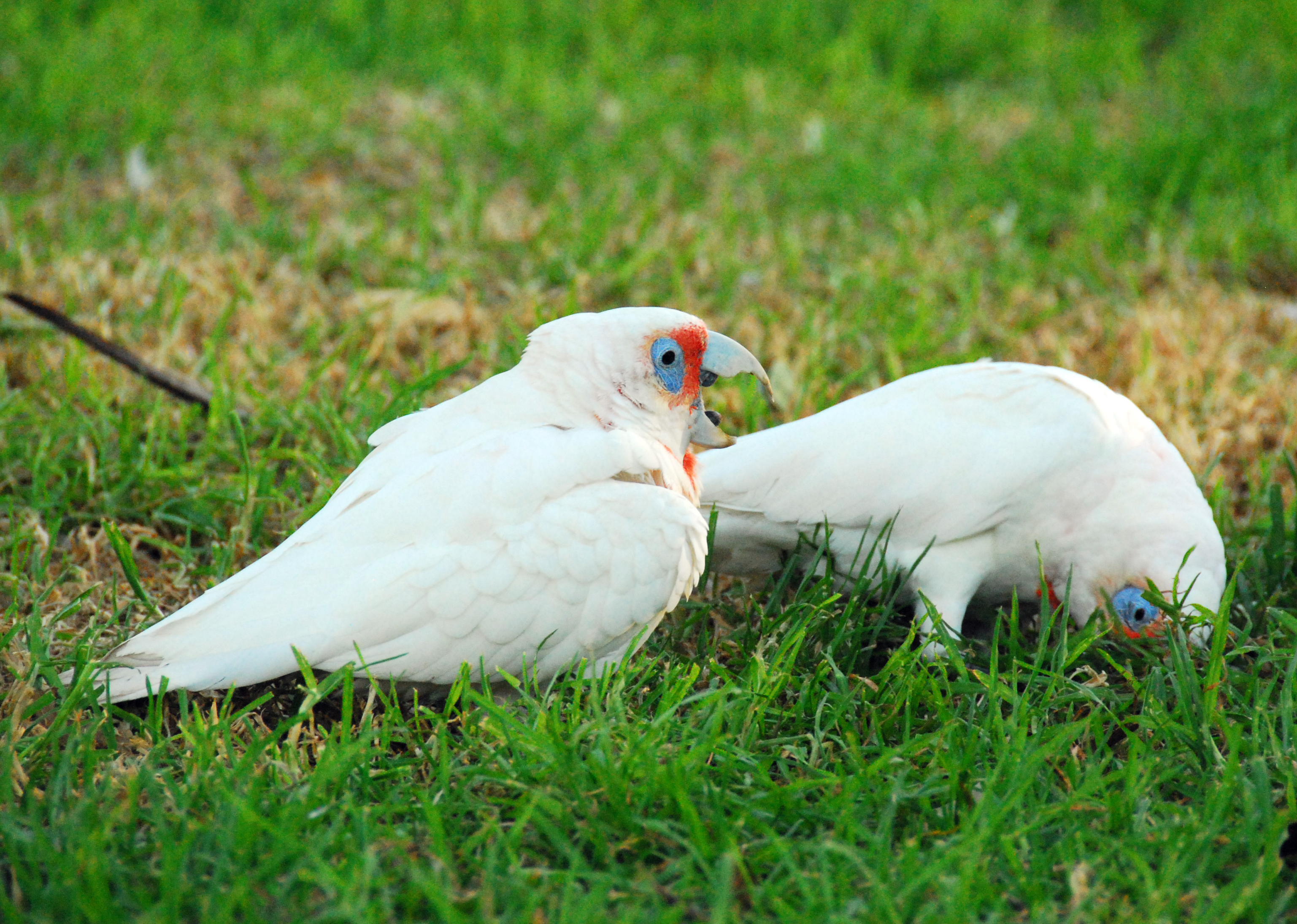
Dvojice při krmení na zemi

V 70. letech 20. století australská vláda pochytala větší počet kakaduů tenkozobých v zemědělských oblastech, kde působili škody. Tito ptáci byli poté prodáni jako domácí mazlíčci, na které se však úplně nehodí a jejich majitelé je proto začali vypouštět zpět do volné přírody. Kakaduové tenkozobí se tak v mnoha oblastech uchytili a lokální populace se dnes nachází ve všech australských státech včetně velkých měst jako je Perth. Místní populace se nachází i v Tasmánii, kde byl kakadu tenkozobý poprvé zaznamenán v roce 1982.
Biotop druhu utváří zalesněné oblasti, savany, pastviny, stejně jako městské parky; oblíbená hnízdiště představují blahovičníky.

## Popis
Kakadu tenkozobý dosahuje velikosti 38 až 41 cm a vyznačuje se bělavým zbarvením peří s jásavě červeným opeřením na hrdle a před očima, stejně jako výrazně prodlouženým horním zobákem. Oční kroužek je neopeřený, takže prosvítá světle modrošedá kůže. Oči jsou hnědé, nohy šedé.Pohlavní dospělosti dosahuje ve 3–4 letech a v přírodě jeho věk může činit až 50 let.

## Biologie a ekologie
Zatímco v době hnízdního období se vyskytuje v páru, mimo dobu hnízdění může tvořit hejna až o 50 a více jedincích. U bohatých potravních zdrojů může utvářet hejna o stovkách a dokonce tisících jedinců, a v některých zemědělských částech Austrálie je tak považován za škůdce. Hejna kakaduů lze jen stěží přehlédnout z důvodu hlasitého jódlovacího hlasového projevu. Krmí se převážně na zemi, kde se snáší časně z rána, někdy ještě před východem slunce, ze svých hřadovišť na stromech. Během krmení hejna zůstává několik jedinců poblíž na vyvýšených místech na stráži. Živí se semeny, kořínky a pupeny, nezřídka sezobne i hmyz nebo larvy. K jejich vyhrabávání používá svůj silný zobák, kterým oře jako s pluhem, a odkrývá tak v zemi potravu. Horní čelist se tímto rychle opotřebí, avšak průběžně dorůstá. Opeření kakadua tenkozobého se během krmení často zbarví do tmavších barev, jak se na něj lepí půdní prach. Do korun stromů se vrací kolem soumraku.

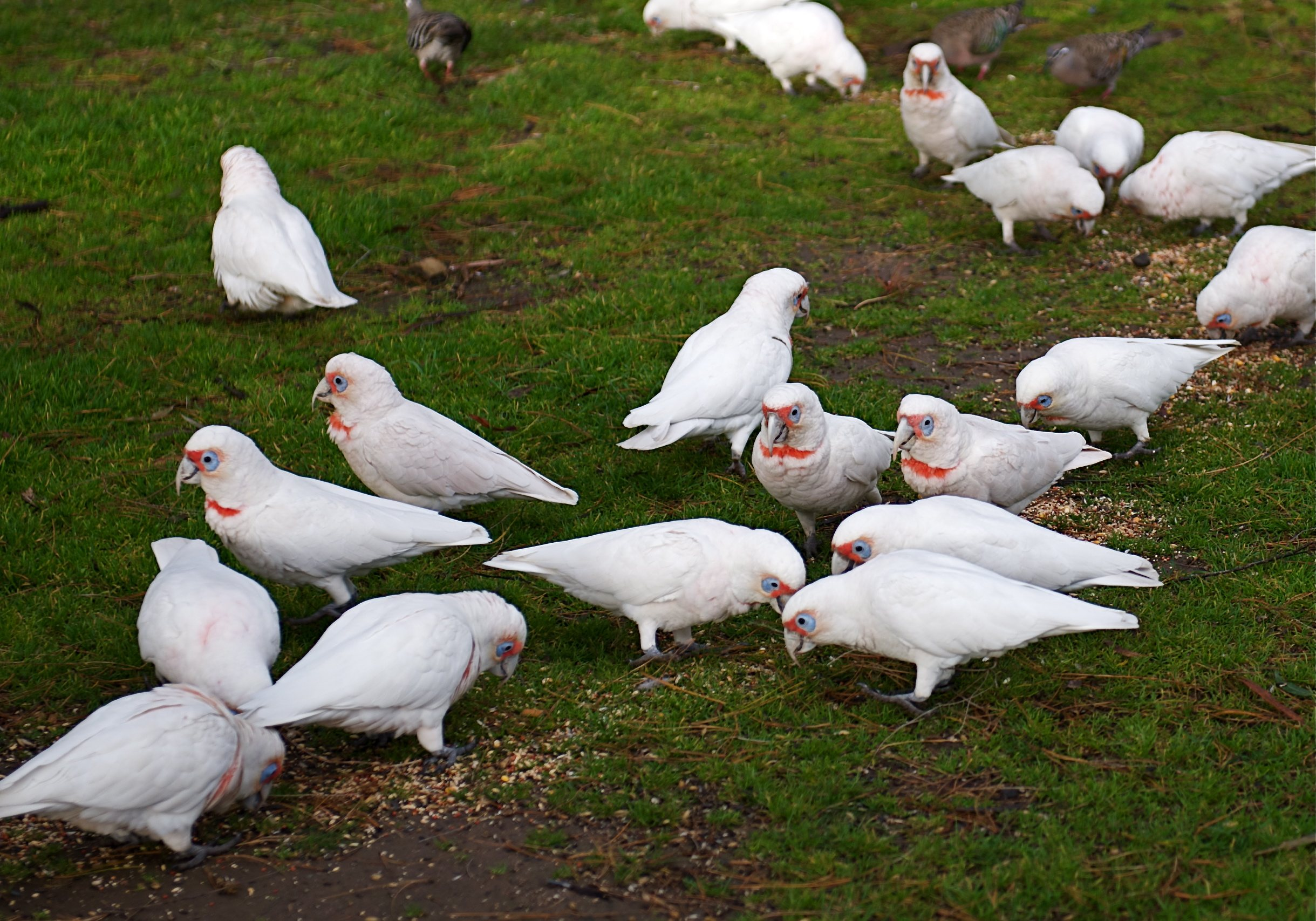
Hejno kakaduů tenkozobých

Jedná se o stálý druh, i když pohnízdní rozptyl či potulky nehnízdících ptáků jsou běžné. K zahnízdění dochází mezi červencem a prosincem, nejčastěji v září a říjnu. Hnízdí v dutině vzrostlých stromů (velmi často blahovičníků) v blízkosti vodního zdroje. Může zahnízdit i ve skalních štěrbinách na útesech. Samice klade 2–4 bílá vejce na dno hnízdní dutiny, doba inkubace trvá 24–29 dní. Inkubují oba partneři – samec přes den, samice v noci. Mláďata jsou krmena oběma rodiči. K výletu z hnízda, kterého se většinou dožije jen jedno mládě, dochází ve věku kolem 7 týdnů. Rodiče svého potomka nadále krmí po další 3 týdny po výletu z hnízda, načež dochází k potravnímu osamostatnění.

## Ohrožení
Patří mezi málo dotčené druhy, přičemž jeho celková populace podle Mezinárodního svazu ochrany přírody dokonce vzrůstá. Podle odhadu z roku 1987 celková populace dalece přesahuje 100 000 párů.
Vzhledem k tomu, že kakadu tenkozobý se může sdružovat do ohromných hejn u pěstovaných plodin, dostává se občas do konfliktu s farmáři. V červenci 2019 v Adelaide došlo k otravě kolem 60 kakaduů tenkozobých.